# Isabel de Clare (Adlige, 1263)
Isabel de Clare (auch Isabella de Clare; * 10. März 1263; † 1338) war eine englische Adlige.

## Leben
Isabel de Clare war die älteste Tochter von Gilbert de Clare, 6. Earl of Hertford und von seiner ersten Frau Alice de Lusignan. Die Ehe ihrer Eltern wurde 1271 offiziell getrennt und 1285 annulliert. 1290 heiratete ihr Vater in zweiter Ehe Johanna von England, einer Tochter von König Eduard I., die neun Jahre jünger als Isabel war. Durch den Ehevertrag, den ihr Vater mit dem König schließen musste, wurden Isabel und ihre jüngere Schwester Joan vom Erbe ihres Vaters ausgeschlossen. Ihr Vater starb Ende 1295. Ihre Stiefmutter Johanna von England überließ ihr 1297 Burford in Oxfordshire solange zur Nutzung, bis ihr Halbbruder Gilbert, der Erbe ihres Vaters, volljährig wurde. 1297 wurde Isabel mit Guy de Beauchamp († 1315), dem Sohn und Erben von William de Beauchamp, 9. Earl of Warwick verlobt. Beim Tod seines Vaters erbte Guy 1298 dessen Titel und Besitzungen, doch obwohl die Verlobung bestehen blieb, heiratete er sie nicht.
Isabels Halbbruder Gilbert bestätigte ihr 1307 den Besitz von Burton und dazu von Skipton in Oxfordshire zur lebenslangen Nutzung. Als Gilbert 1314 ohne Nachkommen starb, gab es bei der Aufteilung des Erbes Irritationen, da angeblich auch Isabel erbberechtigt sein sollte.  Dies verzögerte die Aufteilung des Erbes, doch letztlich wurde es 1317 zwischen ihren drei Halbschwestern aufgeteilt. 1316 heiratete Isabel im Alter von 53 Jahren den fast 20 Jahre jüngeren Witwer Maurice de Berkeley, 2. Baron Berkeley (1271–1326). Die Ehe blieb kinderlos.